# مكتبة بلدية طولكرم العامة
مكتبة بلدية طولكرم العامة وهي أول مكتبة عامة أنشئت في فلسطين والضفة الغربية، افتتحت عام 1956، وتقع في مدينة طولكرم، وهي مكتبة قديمة وكبيرة وتعود ملكيتها لبلدية طولكرم.

## التاريخ
تأسست مكتبة بلدية طولكرم العامة عام 1956، وبذلك تعد أول مكتبة عامة في فلسطين والضفة الغربية.

## الموقع
تقع مكتبة بلدية طولكرم العامة في إحدى مباني بلدية طولكرم في مدينة طولكرم.

## الأهمية
لعبت مكتبة بلدية طولكرم العامة منذ تأسيسها عام 1956 دوراً هاماً في نشر الثقافة في فلسطين عامة ومدينة طولكرم خاصة، حيث عملت على رفع مستوى الثقافة لدى الشعب الفلسطيني، كما عملت المكتبة على تعزيز وتطوير البحث العلمي، وقد بلغ عدد كتب المكتبة خلال عام 2016 ما يزيد عن 30,000 كتاب من الكتب القديمة والجديدة، كما تضم المكتبة مخطوطات، ومراجع، ودوريات، وأرشيف للصحف، وما يزيد عن 400 فيديو وثائفي، وتحتوي المكتبة أيضًا على قسم أرشيف خاص يضم مئات الوثائق القديمة لفلسطين وطولكرم،
 كما تقوم المكتبة بتنظيم مجموعة من النشاطات المجتمعية والثقافية والترفيهية، كمسابقات القراءة والكتابة والرسم، والعروض المسرحية، وعروض الدمى، والعزف على الآلات الموسيقية، والغناء، والتمثيل، ودورات في الخط العربي، وغيرها.

## إنشاء مكتبة بلدية طولكرم للأطفال
وفي عام 1997، تم إنشاء مكتبة بلدية طولكرم الخاصة بالأطفال وذلك بجانب المكتبة الرئيسية العامة، وتضم مكتبة الأطفال هذه ما يزيد عن 7,000 كتاب مخصصة للأطفال، وفي عام 2014 افتتحت بلدية طولكرم مكتبة خاصة للأطفال من ذوي الاحتياجات الخاصة.

## ملتقى للمثقفين
تعد مكتبة بلدية طولكرم العامة ملتقى للمثقفين؛ حيث تستضيف المكتبة أسبوعيًا الأدباء والشعراء والمفكرين من كافة أنحاء العالم والوطن العربي وفلسطين، كان منهم المؤلف الفرنسي غونزاليس كيخانو.

## فعالية فلسطين تقرأ
في 17 مارس 2016، أعلن وزير الثقافة الفلسطيني إيهاب بسيسو من مكتبة بلدية طولكرم العامة عن إطلاق فعالية «فلسطين تقرأ» على مستوى دولة فلسطين، وأكد وزير الثقافة على أهمية مدينة طولكرم باعتبارها مدينة الأدباء والشعراء والمبدعين والعلماء، كما ثمن رئيس بلدية طولكرم إياد الجلاد إطلاق هذه الفعالية من مكتبة بلدية طولكرم كونها أول مكتبة عامة فلسطينية.

## ملتقى الرواية العربية الثاني
احتضنت مكتبة بلدية طولكرم العامة في يوليو 2019 ملتقى الرواية العربية الثاني على مدار عدة أيام، واستضافت المكتبة خلال الفعالية هذه مجموعة من الأدباء والروائيين العرب، كان من أبرزهم إنعام كجه جي من العراق، وجان دوست من سوريا، وجنان حلاوي من العراق، وهوشنك أوسي من سوريا، وغيرهم